# Farchacarus calcaratus
Farchacarus calcaratus är en kvalsterart som först beskrevs av Wallwork 1965.  Farchacarus calcaratus ingår i släktet Farchacarus och familjen Heterozetidae. Inga underarter finns listade i Catalogue of Life.